# 王叔文
王叔文（753年—806年），后改名玄运，越州山陰县（今浙江省紹興市）人，自称是王猛后裔。永貞改革領導人二王八司馬中的「二王」之一。

## 生平
蘇州司功出身，善圍棋，为棋待诏。唐德宗時，擔任太子李誦侍讀，“常為太子言民間疾苦”，獲太子喜愛。
永貞元年（805年）正月，唐德宗駕崩，太子即位，即為順宗，授叔文翰林待詔兼度支使、鹽鐵轉運使，王叔文聯合王伾、劉禹錫等人，有意推行政治改革。拉攏德宗朝宰相兼度支使鹽鐵使的杜佑，但實際主導政事；再以世族出身、時任監察御史的柳宗元出任禮部員外郎，作為緩和世族官僚反彈之手段。
王叔文在內侍省則以東宮系統的李忠言對抗神策軍系統的俱文珍、劉光琦，但由於以整肅宦官為訴求，無法在內侍省得到支持。王叔文著手減稅，罷諸道速奉，廢止宦官把持的宮市，史稱“市里歡呼”，“人情大悅”，但損及俱文珍等人的利益。
三月，俱文珍聯合裴均等人迫使順宗立李純為太子，任監國，而王叔文隨後與西川節度使韋皋決裂，韋皋投靠太子一方。五月，王叔文被削翰林学士一职。七月，太子监国。同月，王叔文因母丧丁憂，回家守丧。八月，俱文珍、劉光琦、韋皋等扶立李純，即憲宗，尊順宗為上皇，是為「永貞內禪」，憲宗貶王叔文為渝州司戶，元和元年（806年）賜死。王伾被貶為開州司馬，不久病死。韓泰、陳諫、柳宗元、劉禹錫、韓曄、凌准、程異及韋執誼等八人先後被貶為邊遠八州司馬，史稱「二王八司馬」。二王前後掌權一百四十六天，史稱「永貞革新」。

## 評價
- 王夫之肯定王叔文“革德宗末年之乱政，以快人心，清国纪，亦云善矣。”但批評其：“器小而易盈，气浮而不守”，“胶漆以同其类，亢傲以待异己，得志自矜。”[3]
- 王鸣盛认为“叔文行政，上利于国，下利于民，独不利于弄权之阉臣，跋扈之强藩。”[4]
- 由於二王出身翰林待詔，屬於伎藝方術之流，不同於世族出身的翰林學士，非正統官僚系統出身，在唐朝注重出身與經歷的官場習慣中主導改革自始就難以成功。[原創研究？]

## 家庭

### 父母
- 王某，任城尉左金吾卫兵曹[5]
- 河间刘氏，仙居县县令、光州长史刘慎言之女

### 兄弟姐妹
- 王彝伦

### 子女
- ，贞元十八年岁次壬午正月戊午朔二日己未在万年兴道里私人住宅中去世，虚岁廿三，同年二月三日己未葬于神禾原东冈的家族墓地[1]

## 延伸阅读
[在维基数据编辑]
 《舊唐書/卷135》，出自刘昫《舊唐書》
 《新唐書/卷168》，出自《新唐書》